# Rambusni kredit
Rambursni kredit je specifična vrsta akceptnog kredita koji je karakterističan za spoljnu trgovinu.
Banka odobrava akceptni kredit uvozniku, a u korist izvoznika, pri čemu kao pokriće služe na njeno ime preneti robni dokumenti - teretnice i ostali papiri. Ovi papiri služe kao garancija za nesmetanu isplatu menica, jer kod rambursnog kredita kupac (uvoznik) ne plaća robu u gotovu, već izvoznik prima ramburs, tj. isplatu preko kupčeve bančine veze u inostranstvu, u vidu akcepta. Zbog toga se ovim poslom bave samo banke sa međunarodnim ugledom, uz mogućnost da manje banke posluju uz posredovanje većih i snažnijih banaka.